# ザ・フーディーズ
ザ・フーディーズ（The Hoodies）は、アメリカ合衆国ニューヨーク州ロチェスターのロック・バンド。2002年結成。2009年解散。2012年12月29日に一度だけ再結成ライブを行っている。
なお、ベーシスト以外は後継バンドのジョイウェイヴ（Joywave）で活動を続けている。

## メンバー
- ダン・アームブラスター (Dan Armbruster) - ギター、ボーカル
- ジョー・モリネッリ (Joe Morinelli) - ギター
- ブランドン・デゾルモー (Brandon Desormeaux) - ベース
- ポール・ブレナー (Paul Brenner) - ドラム

## ディスコグラフィ

### スタジオ・アルバム
- Karma is A Boomerang (2005年)
- 『ア・プレイス・オン・ソリッド・グラウンド』 - A Place on Solid Ground (2007年、Triple Vision Entertainment)

### EP
- Endings (2006年)
- What's To Come (2009年)

### コンピレーション・アルバム
- 『カルマ・イズ・ア・ブーメラン』 - Karma is a Boomerang (2006年、Angelina Recordz)
- B-Sides (2012年)